# LH 4
LH 4, u homínido de Laetoli 4, es el número de catálogo de una mandíbula fosilizada de Australopithecus afarensis que fue descubierta por Mary Leakey en 1974 de Laetoli, Tanzania.
El espécimen tiene entre 3,6 y 3,8 millones de años de antigüedad y es la mandíbula de un Australopithecus afarensis adulto con todos los molares presentes y un canino de gran tamaño. La mayoría de los dientes anteriores están desaparecidos y las ramas mandibulares lo están completamente, pero la arcada dental se encuentra en un buen estado, con poca o ninguna evidencia de distorsión.
Este espécimen fue declarado como holotipo de la especie A. afarensis.